# 산비센테 (엘살바도르)

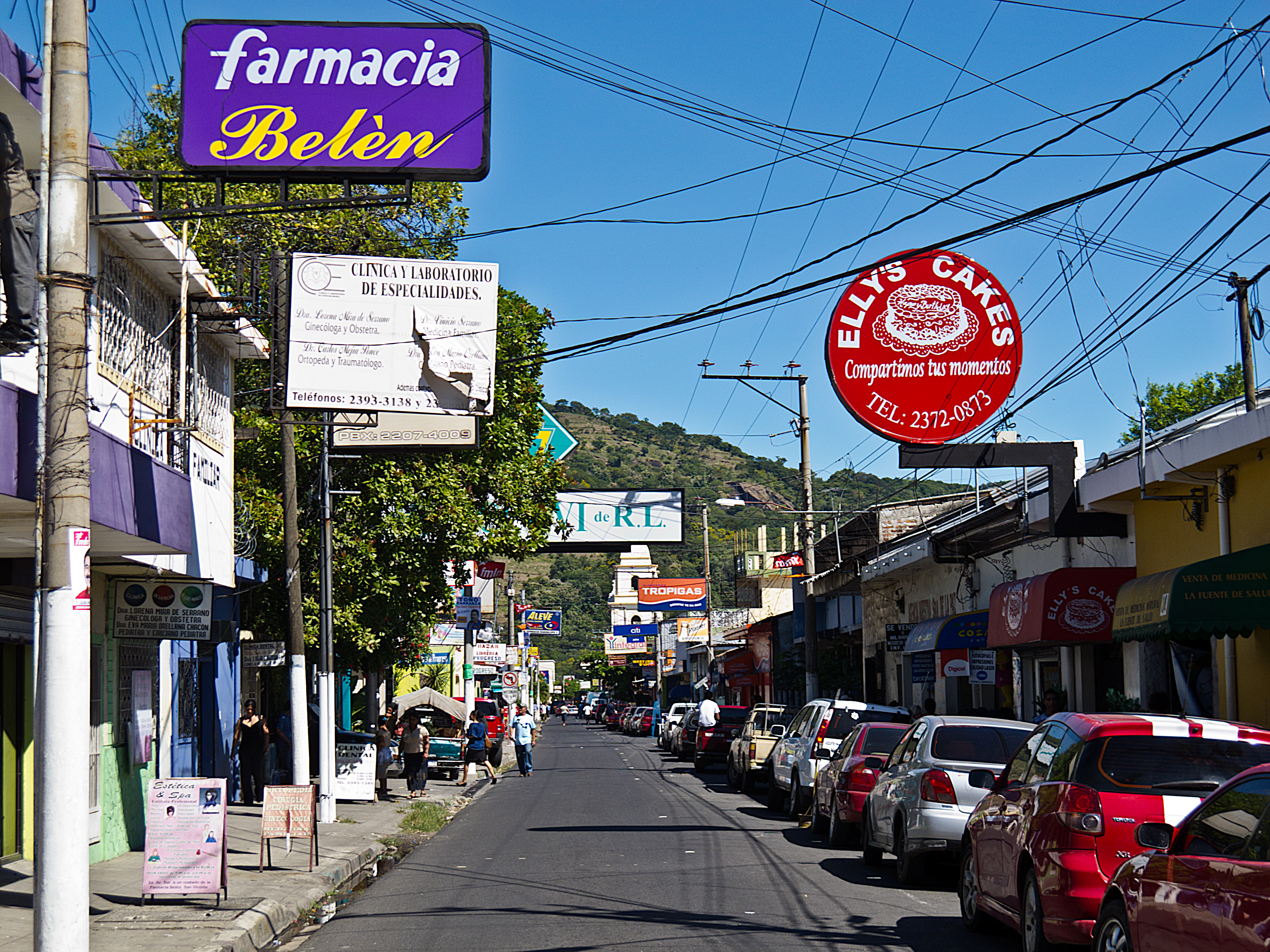
산비센테

산비센테(스페인어: San Vicente)는 엘살바도르의 도시로 산비센테 주의 주도이며 면적은 267.25km2, 높이는 390m, 인구는 53,213명(2012년 기준), 인구 밀도는 200명/km2이다.